# Christoffer Olofsson Angeldorff
Christoffer Olofsson Angeldorff, född 7 juli 1808 i Osby, död 6 mars 1866 i Västra Alstad, var en svensk präst, bokförläggare och psalmdiktare. Han var far till Wilhelm Angeldorff.

## Biografi
Efter prästerlig tjänstgöring i olika församlingar i Lunds stift blev Angeldorff 1841 pastorsadjunkt i Ulrika Eleonora församling i Stockholm och 1842 hovpredikant. År 1853 återvände han till Skåne som kyrkoherde i Broby och Emislöv och tillträdde 1862 Fru Alstad.
Under Stockholmstiden uppträdde Angeldorff flitigt som medarbetare i den konservativa pressen, vanligen med en hetsigt polemisk ton, som väckte även hans meningsfränders ogillande. Han tillhörde först "Svenska biet"s redaktion till tidningens upphörande 1844 och blev, sedan V. F. Palmblad startat "Tiden", 1847 dennes medredaktör.
Han bearbetade 1855 Joachim von Düben d.ä.:s äldre svenska översättning av Paul Gerhardts sommarpsalm I denna ljuva sommartid, som tonsattes av Nathan Söderblom 1916. Översatte också Johan Arndts psalm Svinga dig, min ande opp från tyska till svenska.
Angeldorff var även initiativtagare till olika företag, däribland Klörup-Sparbanken, grundad 1863. Han var också redaktör för Kristianstadsbladet.

## Psalmer
- I denna ljuva sommartid Finns på Wikisource.
- Svinga dig, min ande opp Finns på Wikisource.